# Muralla de Fuenterrabía
La muralla de Fuenterrabía es la muralla que rodea el casco antiguo de la localidad vasca de Fuenterrabía (España). En la muralla mejor conservada de Guipúzcoa.

## Descripción
Fuenterrabía se encuentra a orillas del Bidasoa, río que sirve de frontera e importante paso de las comunicaciones del norte. La ciudad estaba totalmente fortificada (no había una fortaleza tan importante y bien equipada en el área). 
Está hecha de piedra arenisca de Jaizkibel y rodea toda la ciudad. Tiene seis fortificaciones y dos cubos exteriores, también construidos para la defensa. Además, tenía una gran zona de protección en el norte, oeste y este (ahora hay jardines); al este, tenía el río Bidasoa. 
Dispone de dos puertas para entrar a la villa. La principal mira hacia el sur, la puerta de Santa María, y la otra hacia el oeste, San Nicolás. Hoy en día, el muro está completamente destruido en las fortificaciones (que se han convertido en algún que otro jardín), y se encuentra algo mejor conservado en los lugares donde estaban los muros más largos, pero en otros ha desaparecido por completo. Quedan vestigios de los dos edificios que existían en el polvorín; uno queda debajo de la casa Josefina-enea, junto al castillo de Carlos V, y el otro se convirtió en el estable de un edificio completamente en ruinas en la calle Jabier Ugarte. No quedan rastros casi de las cubiertas defensivas, solo algún estanque.

## Historia
En la época de los Reyes Católicos se emprendieron las obras más importantes para fortificar el muro, aunque también hubo grandes obras en la época de Carlos V de España. Este ordenó que la ciudad fuera fortificada  inmediatamente y se construyeron dos fortificaciones (las llamadas "de la Reina" y "Leiba") y el Cubo de la Magdalena. En el resto de la zona, en cambio, hizo construir fuertes muros. Desde 1574 hasta 1642, en la consolidación del muro. En el siglo XIX, Fuenterrabía perdió importancia estratégica, e  Irún y San Sebastián se fortalecieron. Durante la Guerra de los Treinta Años, la muralla soportó el asedio de los ejércitos franceses de Luis XIII. En 1794, durante la Guerra del Rosellón, en Francia, el ejército se apoderó de Fuenterrabía y desmanteló por completo la mayoría de las estructuras defensivas. Como resultado, Fuenterrabía dejó de estar fortificada. Sin embargo, todas las actividades militares no se terminaron allí: en la guerra carlista fue importante una vez más. En 1854, las antiguas estructuras fortificadas fueron desmanteladas.[cita requerida] En 2004, un adolescente llamado Jokin Ceberio se suicidó saltando desde la muralla.

## Puertas
- Puerta de Santa María
- Puerta de San Nicolás

## Imágenes

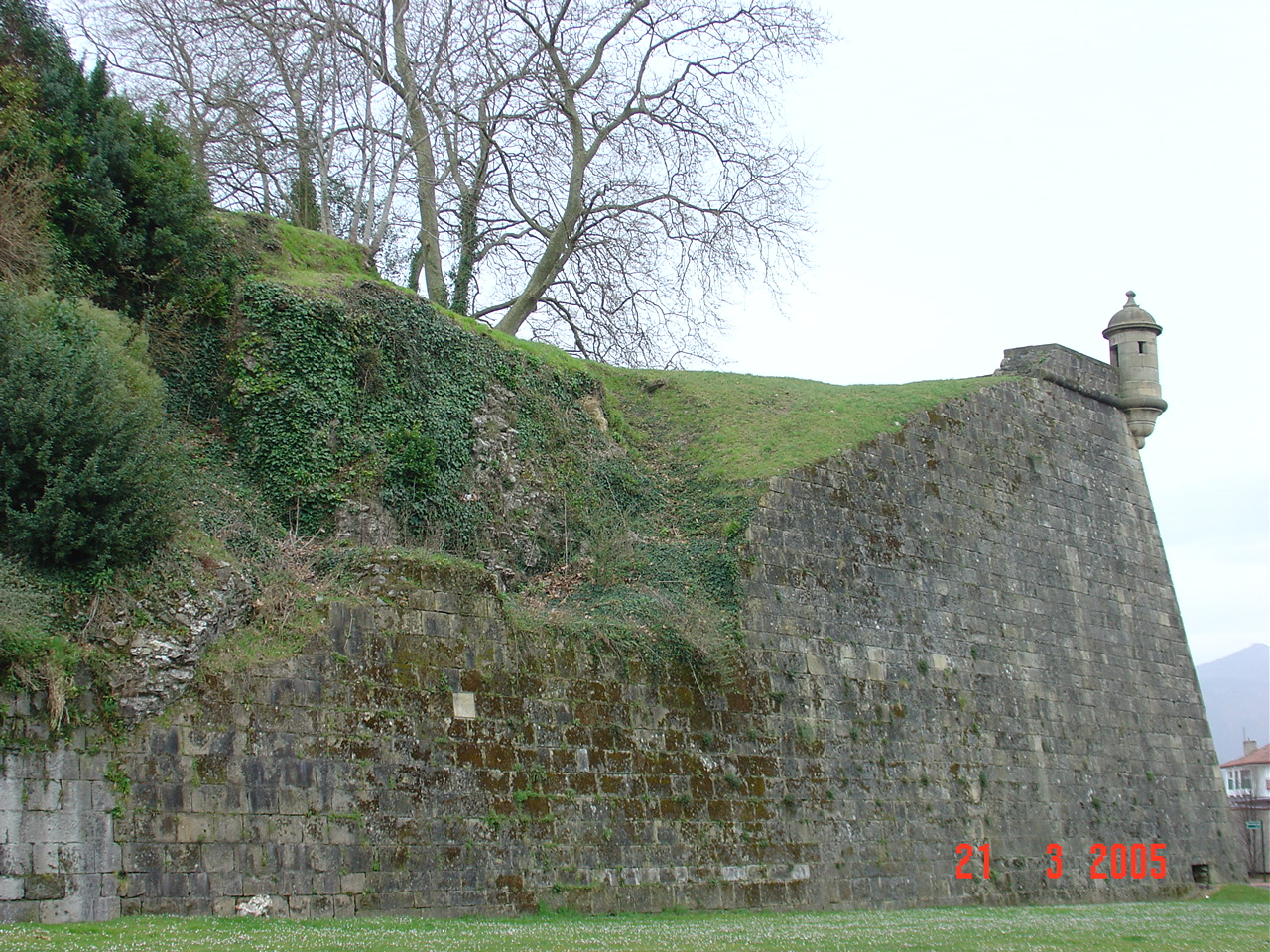
Muralla.
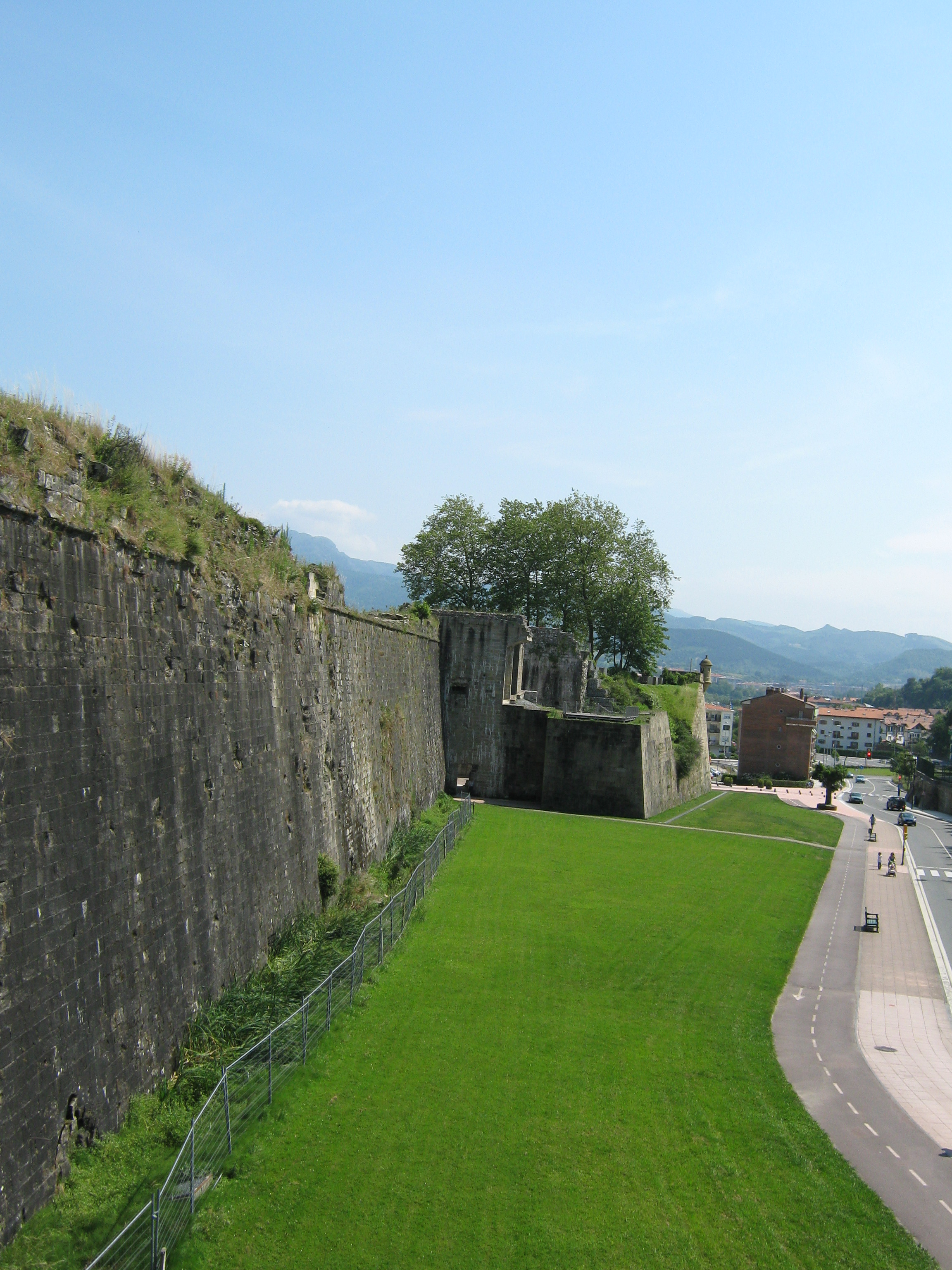
Vista de la fortificación.
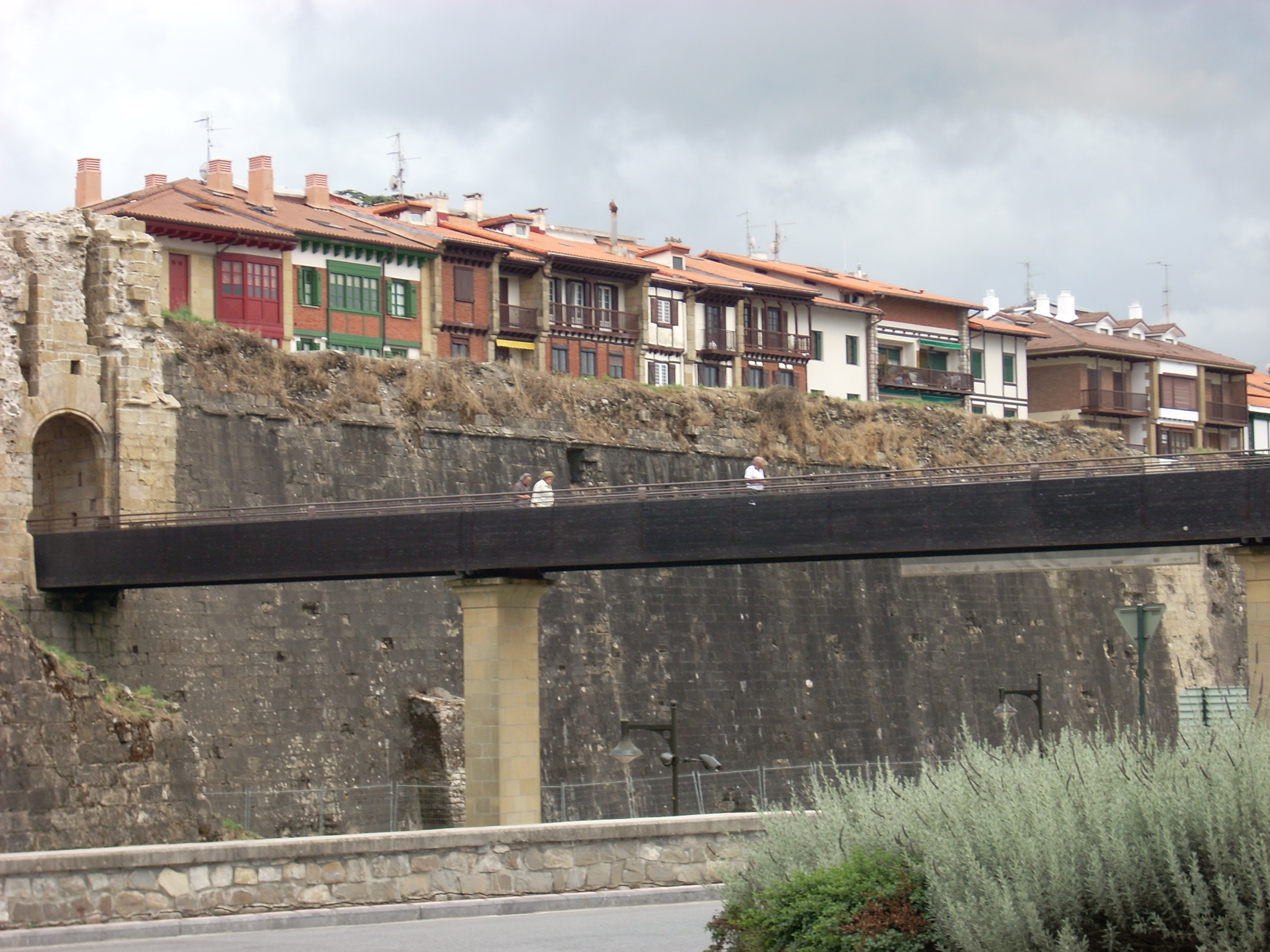
Puerta de San Nicolás.
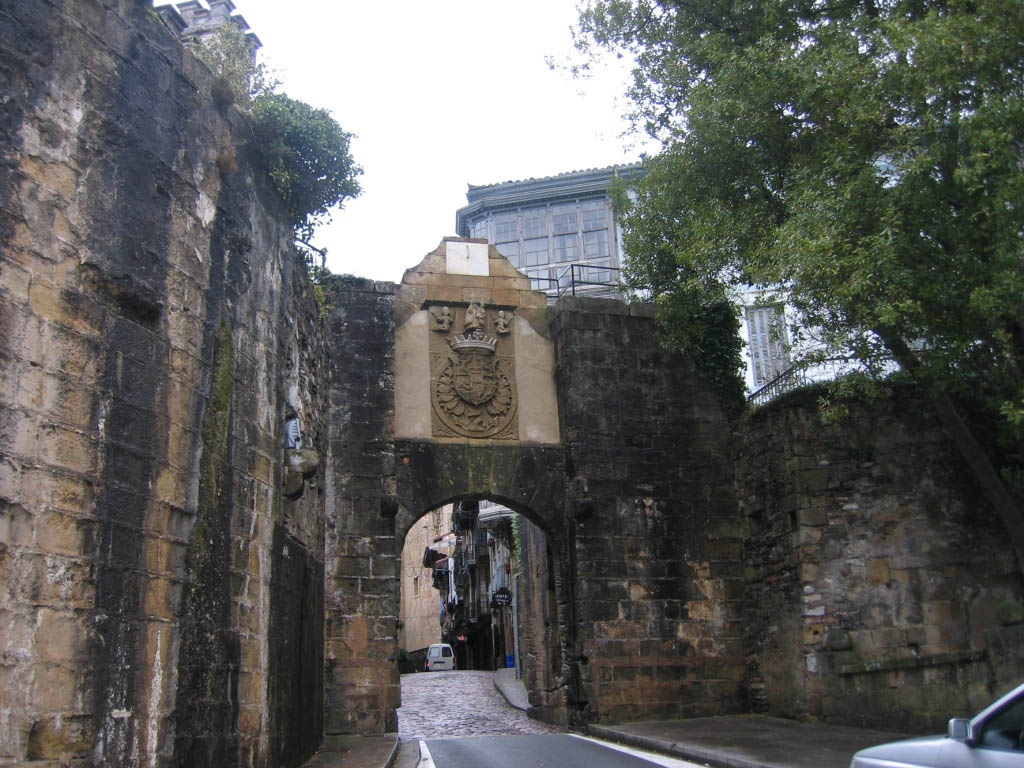
Puerta de Santa María.